# Island Games 2013
De XV Island Games (også kendt som 2013 NatWest Island Games af sponsor årsager) blev holdt i Bermuda, fra den 13. til 19. juli 2013. Bermuda blev valgt som værtsnation/værtsø for legene, efter at Prince Edward Island trak sig ud af International Island Games Association. Dette var første gang, at Island Games blev holdt udenfor Europe. To land fra det danske rige deltog i Island Games 2013, Færøerne blev nummer seks og Grønland blev nummer 16. Flere lande eller øer sendte færre deltagere end de plejer, da det blev en lang og dyr rejse til Bermuda fra Europa. F.eks. valgte det Færøske Svømmeforbund at de slet ikke ville sende nogen svømmere afsted, dette skyldtes også at man prioriterede andre konkurencer i Europa, som lå på samme tidspunkt som Island Games. Der var 22 øer eller øgrupper, som deltog ved Island Games 2013 og 1127 atleter, som konkurrerede i 185 konkurrencer indenfor 15 idrætsgrene.

## Deltagende øer og ø-nationer
22 øer og øgrupper var tilmeldt hos IIGA, øer fra Europa, Sydatlanterhavet og fra Karibien deltog ved legene. To øer meldte afbud til Island Games 2013, det var Rhodos og Sark.
- Åland (64)
- Alderney (6)
- Bermuda (Vært) (100)
- Cayman Islands (69)
- Falklandsøerne (49)
- Færøerne (84)
- Frøya (16)
- Gibraltar (75)
- Gotland (58)
- Grønland (74)
- Guernsey (100)
- Hitra (34)
- Isle of Man (85)
- Isle of Wight (30)
- Jersey (79)
- Menorca (33)
- Orknøerne (29)
- Saaremaa (43)
- Shetland (46)
- St. Helena (8)
- Hebriderne (22)
- Ynys Môn (23)

## Medaljeoversigt
Nøgle:
     Værtsøerne er fremhævet med lavendelblå
Listen er ifølge den officielle medaljeoversigt fra Island Games hjemmesiden.
| Placering | Land           | Guld | Sølv | Bronze | Total |
| --------- | -------------- | ---- | ---- | ------ | ----- |
| 1         | Isle of Man    | 36   | 36   | 25     | 97    |
| 2         | Bermuda        | 27   | 19   | 31     | 77    |
| 3         | Jersey         | 23   | 29   | 28     | 80    |
| 4         | Caymanøerne    | 20   | 18   | 8      | 46    |
| 5         | Guernsey       | 19   | 18   | 24     | 61    |
| 6         | Gotland        | 18   | 6    | 8      | 32    |
| 7         | Færøerne       | 10   | 12   | 14     | 36    |
| 8         | Saaremaa       | 8    | 5    | 2      | 15    |
| 9         | Shetland       | 5    | 8    | 3      | 16    |
| 10        | Menorca        | 5    | 3    | 7      | 15    |
| 11        | Hebriderne     | 4    | 2    | 4      | 10    |
| 12        | Gibraltar      | 3    | 5    | 8      | 16    |
| 13        | Ynys Môn       | 3    | 3    | 5      | 11    |
| 14        | Orknøerne      | 1    | 4    | 1      | 6     |
| 15        | Ålandsøerne    | 1    | 3    | 9      | 13    |
| 16        | Grønland       | 1    | 2    | 1      | 4     |
| 17        | St. Helena     | 1    | 2    | 0      | 3     |
| 18        | Isle of Wight  | 0    | 3    | 0      | 3     |
| 19        | Hitra          | 0    | 0    | 1      | 1     |
| 20        | Falklandsøerne | 0    | 0    | 1      | 1     |
| Total     | Total          | 185  | 178  | 179    | 542   |